# 黄泉軍
黄泉軍（よもついくさ）は、日本神話において黄泉に棲むとされる鬼達。黄泉戦とも呼ばれる。
『古事記』によると伊邪那美命が伊邪那岐命を捕らえるために遣わした黄泉の軍勢で、総数は1500いたが、神聖な存在である桃の実（意富加牟豆美命）を三つ投げられたことにより退却する。